# 1318
- Wikisource

| Calendário gregoriano                                                        | 1318 MCCCXVIII                                        |
| Ab urbe condita                                                              | 2071                                                  |
| Calendário arménio                                                           | 767 – 768                                             |
| Calendário bahá'í                                                            | -526 – -525                                           |
| Calendário budista                                                           | 1862                                                  |
| Calendário chinês                                                            | 4014 – 4015 Início a 1 de fevereiro (aproximadamente) |
| Calendário copta                                                             | 1034 – 1035                                           |
| Calendário etíope                                                            | 1310 – 1311                                           |
| Calendários hindus - Vikram Samvat - Calendário nacional indiano - Cáli Iuga | 1373 – 1374 1239 – 1240 4418 – 4419                   |
| Calendário Holoceno                                                          | 11318                                                 |
| Calendário islâmico                                                          | 718 – 719                                             |
| Calendário judaico                                                           | 5078 – 5079                                           |
| Calendário persa                                                             | 696 – 697                                             |
| Calendário rúnico                                                            | 1568                                                  |
| Calendário solar tailandês                                                   | 1861                                                  |

1318 (MCCCXVIII na numeração romana) foi um ano comum do século XIV do Calendário Juliano, da Era de Cristo, a sua letra dominical foi A (52 semanas), teve início a um domingo e terminou também a um domingo.
| Ano completo                    |
| ------------------------------- |
| Ano comum com início ao domingo |

## Nascimentos
- 29 de junho — Iúçufe I Niar, sétimo sultão do Reino Nacérida de Granada entre 1333 e 1354  (m. 1354).
- Constança Manuel — esposa do rei D. Pedro I de Portugal (m. 1345).
- Papa Urbano VI (m. 1389.

## Mortes
- 14 de fevereiro — Henrique I de Brandemburgo-Stendal, cognominado Sem Terra  (n. 1256).
- 14 de outubro — Eduardo Bruce, Conde de Carrick, proclamado Rei da Irlanda; morto em batalha  (n. 1280).